# Museen Miltenberg
Museen Miltenberg (früher auch Museen der Stadt Miltenberg) ist der Sammelbegriff und organisatorische Überbau für die Museen in der unterfränkischen Stadt Miltenberg in Bayern. Die Museen Miltenberg dokumentieren die Stadt- und Regionalgeschichte, deren Gebiet seit den Kelten über die römische Zeit nahezu durchgängig besiedelt war. Die Museen sind in zwei thematisch unabhängige Einzelmuseen gegliedert.
Die beiden Museen werden von der Stadt Miltenberg getragen. Sie haben zusammen über 2500 m² Ausstellungsfläche und gehören damit zu den Museen mittlerer Größe. In Unterfranken werden die Museen aufgrund ihrer bedeutenden Sammlungen zu den wichtigsten Einrichtungen ihrer Art gezählt.
Wie im Logo vermittelt, stehen die drei Bereiche Heimat, Kunst und Geschichte im Fokus der Museen. Die beiden in leicht abgesetztem Blau ausgeführten Halbbögen bilden ein M und stehen für die beiden Einzelmuseen, gleichzeitig kann das M für die Gesamtheit der Museen und für den Stadtnamen Miltenberg selbst interpretiert werden.

## Gliederung

### Stadtmuseum

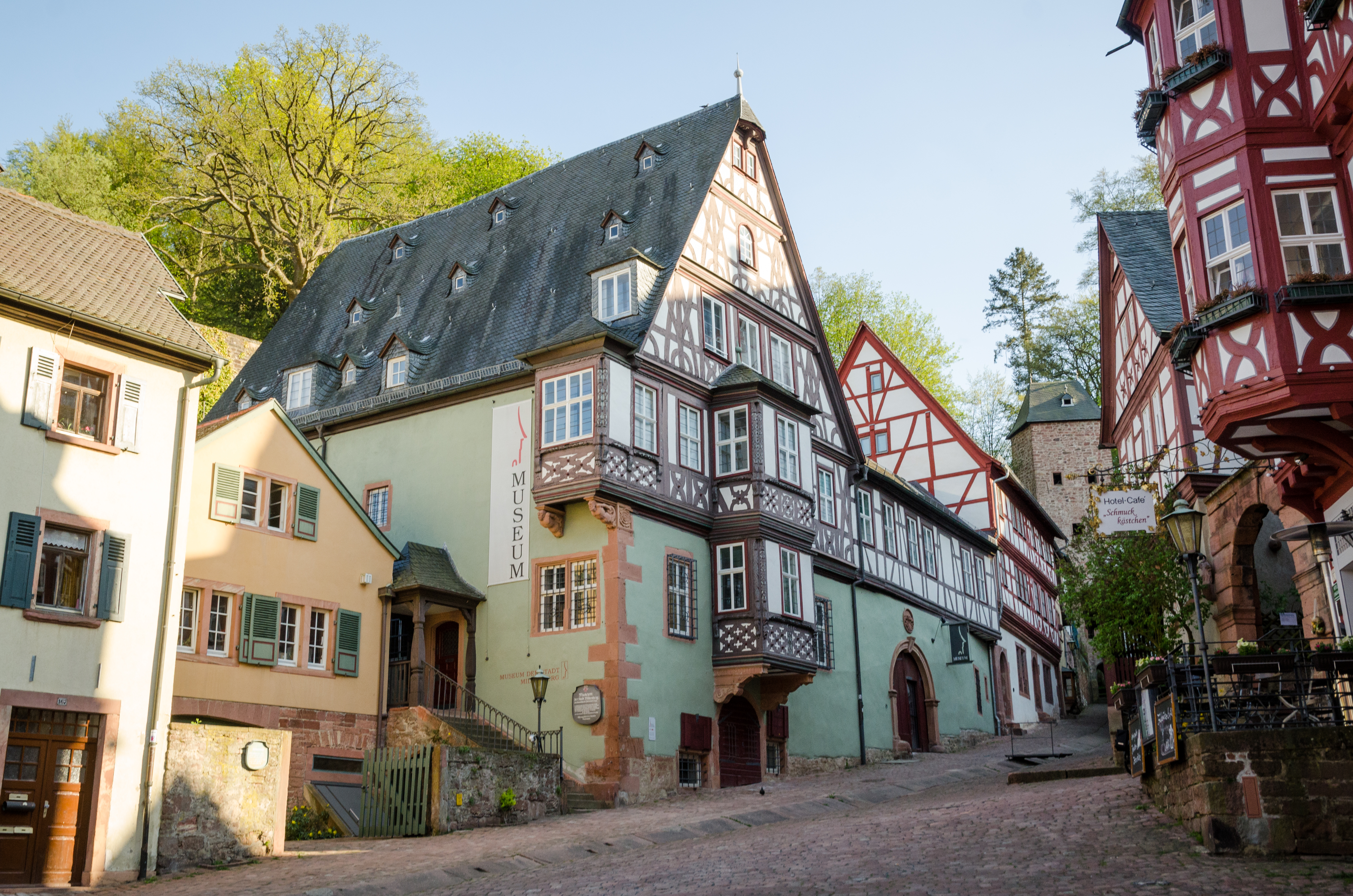
Hauptgebäude des Museums Stadt Miltenberg

Das Museum Stadt Miltenberg: (Lage: 49° 41′ 57″ N, 9° 15′ 6″ O)
- befindet sich im „Haus Miltenberg“, dem Bau von 1541 der Kurmainzer Amtskellerei, und zwei weiteren angrenzenden historischen Fachwerkhäusern am Miltenberger Marktplatz, einem Gebäude mit reich verzierten Renaissance-Erkern am sogenannten   Schnatterloch. Für seine neue Konzeption und Präsentation wurde dem Museum 1999 der Bayerische Museumspreis zuerkannt. 2007 erhielt es den Förderpreis der Kulturstiftung des Bezirks Unterfranken.
- Die Dauerausstellung hat sieben Themenbereiche und beinhaltet Schwerpunktsammlungen wie Spielzeug, Judaica (u. a. der mittelalterliche Toragiebel aus der alten Synagoge Miltenbergs), Keramik, Volksfrömmigkeit und Jagdwaffen verteilt in 44 Räumen. Im Museum steht auch der rätselhafte Toutonenstein, der östlich am keltischen Ringwall Greinberg gefunden wurde. In der römischen Abteilung sind Funde vom Odenwaldlimes und vom späteren sogenannten nassen Mainlimes ausgestellt. Die Entstehung Miltenbergs im Mittelalter ist eines der Hauptthemen. Ergänzt werden die Ausstellungen mit zwei Räumen über die Miltenberger Patenstadt Dux (Duchcov) in Böhmen und eine kleine Gemäldesammlung mit Werken Miltenberger Künstler, wie Rudolf Hirth du Frênes und Philipp Wirth.
- Dazu kommen zwei bis sechs Wechselausstellungen je Jahr. Die letzte Sonderausstellung ist traditionsgemäß weihnachtlichen Themen gewidmet.

Das Museum Stadt Miltenberg ist nahezu durchgängig außer dem Monat Februar und jeweils außer montags geöffnet.

### Burgmuseum

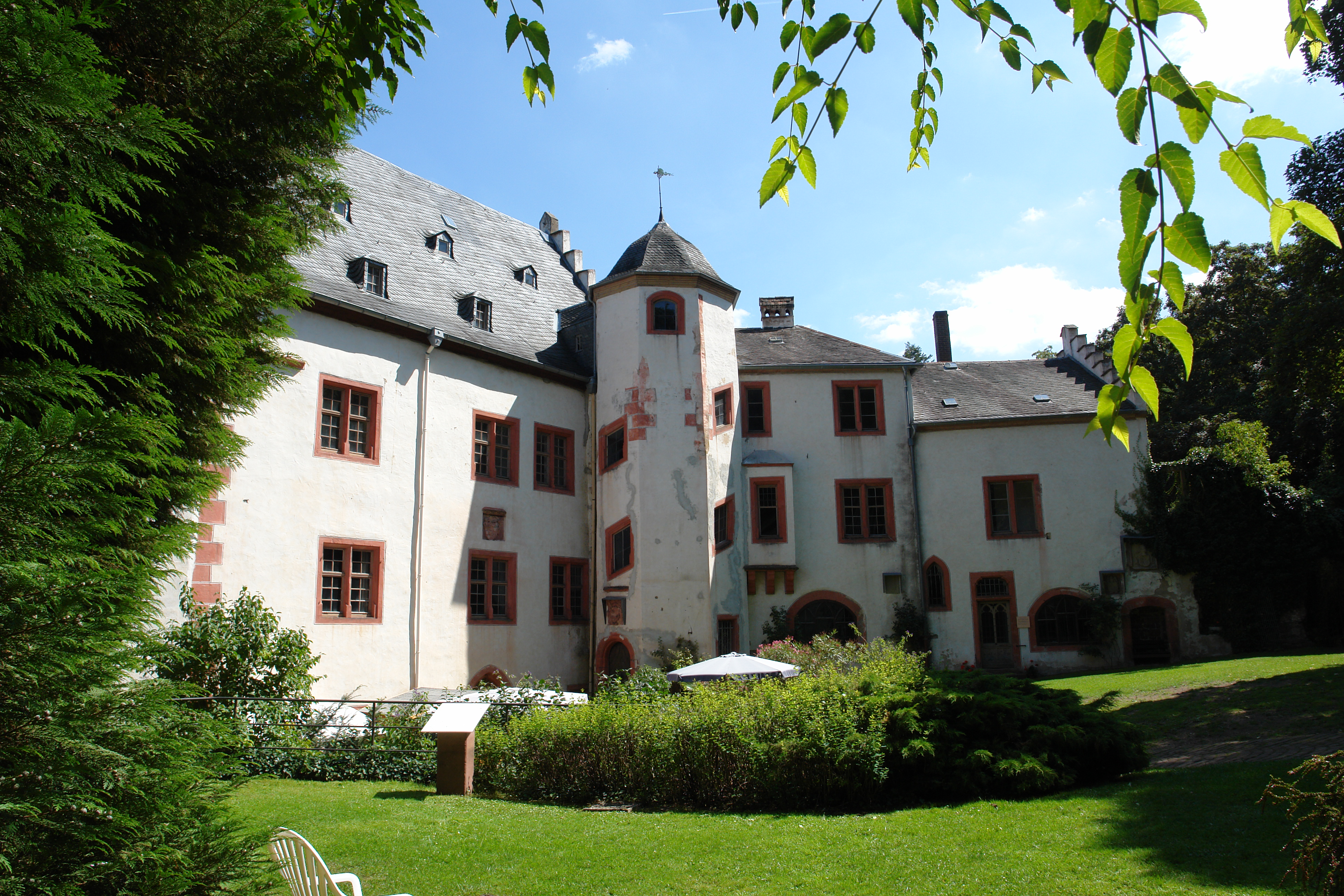
Palas und Kemenate der Mildenburg und Heimat des Museums auf der Burg

Das Museum Burg Miltenberg: (Lage: 49° 41′ 55″ N, 9° 15′ 3″ O)
- befindet sich in der über der Stadt gelegenen mittelalterlichen Mildenburg. Nach Sanierung der Burg bis 2011, Konzipierung und Neueröffnung des Museums aus Stiftungen erhielt es 2012 ebenfalls den Förderpreis der Kulturstiftung des Bezirks Unterfranken.
- Neben der wechselvollen Burggeschichte der Mildenburg, von der Schutzburg des Bistums Mainz über verschiedene Adelshäuser und Privatbesitz bis zum endgültigen Verbleib in Stadteigentum, im Burgkeller wird auch
- die zeitgenössische Kunst mit Werken von Barlach, Beuys, Fräger, Lange, Lehnen, Morgner, Polke, Stötzer, Stoltz, Willikens u. a. in einem interessanten Dialog mit älteren griechischen und russischen Ikonen präsentiert.
- Etwa zwei Wechselausstellungen je Jahr zu künstlerischen Themen ergänzen jährlich die Ausstellung im Burgmuseum.

Das Museum Burg Miltenberg ist von Mitte März bis Ende Oktober außer montags geöffnet. Führungen außerhalb der Öffnungszeiten sind möglich.

### Museumsdepot
(Lage: 49° 42′ 13″ N, 9° 14′ 13″ O)

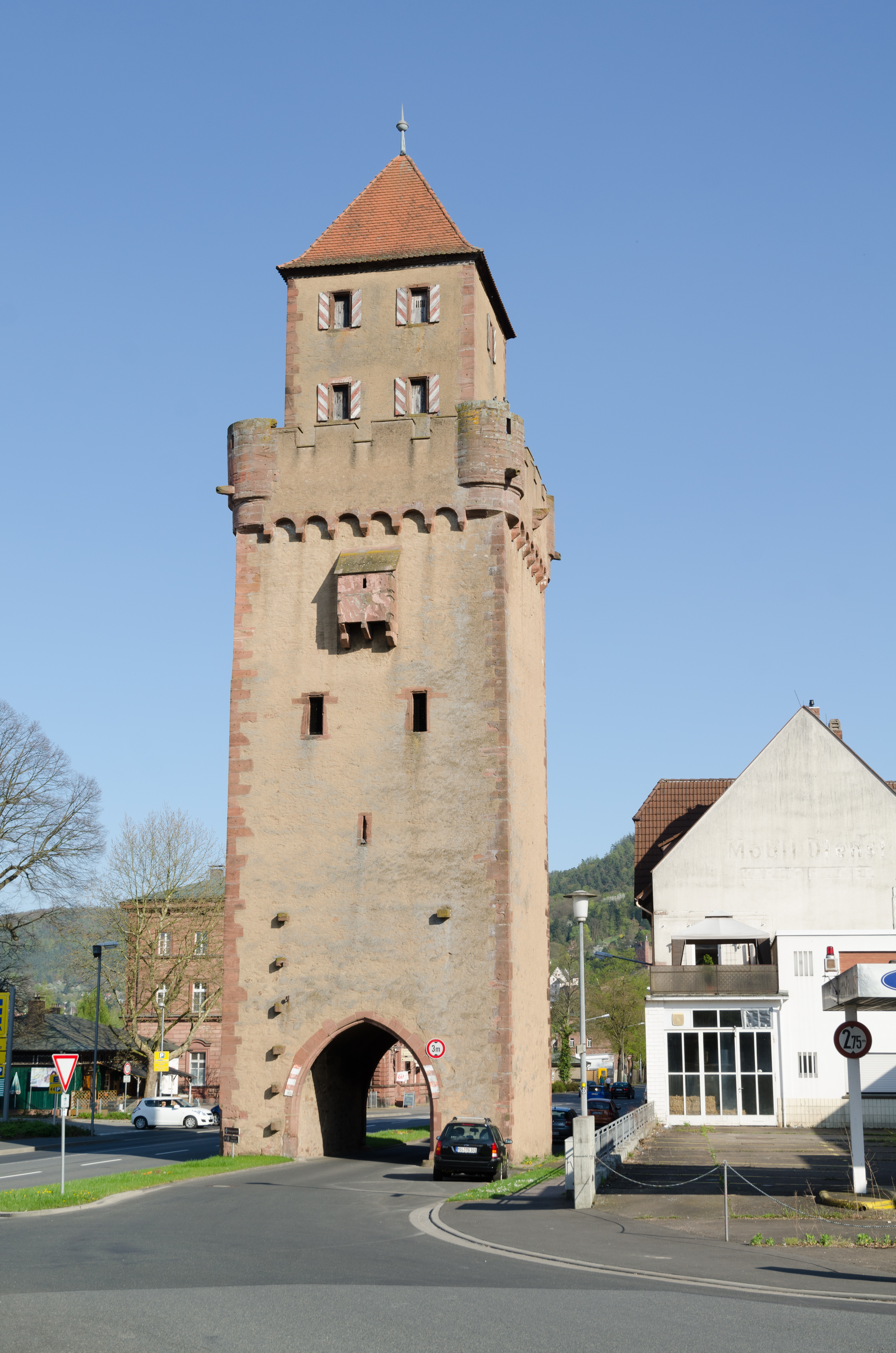
Mainzer Tor (2013), rechts daneben die bis 2019 zum Museumsdepot umgebaute ehemalige Gewerbebebauung

Die Stadt besitzt eine große Sammlung musealer Exponate, die in Unterfranken sicher zu den bedeutendsten gehört und ihren Ursprung in bürgerschaftlichem Engagement seit dem 19. Jahrhundert hat. Für die in den letzten 50 Jahren weiter stark gewachsene Sammlung wurde eine erhebliche Neubewertung, Bearbeitung, Erhaltung und Verwahrung nichtausgestellter Teile der Sammlung notwendig. 2019 konnte ein neues Zentraldepot am Mainzer Tor eröffnet werden.
Der neue Komplex ist städtisches Archiv, Museumsdepot und Jugendzentrum in einem, der für Gesamtkosten von etwa 9 Millionen Euro geschaffen wurde, davon knapp 2/3, die von externen Förderern und dem Regierungsbezirk Unterfranken bereitgestellt wurden. Der gesamte Bau wurde von der Regierung Unterfranken im Rahmen des Städtebauförderprogramms großzügig unterstützt. Große Teile der Ausstattung der vom Museum genutzten Arbeits- und Depoträume wurden außerdem von der Landesstelle für die nichtstaatlichen Museen in Bayern und der Kulturstiftung des Bezirks Unterfranken gefördert.

### Förderverein
Wie bei vielen Museen ist auch in Miltenberg ein Förderverein aktiv: der Freundeskreis Museum der Stadt Miltenberg e.V. mit dem Ziel „durch wissenschaftliche, pädagogische, personelle und finanzielle Unterstützung die Neugestaltung des Museums und das Interesse für die Geschichte der Region zu fördern“. Der seit etwa 25 Jahren existierende Verein organisiert jährlichen zum Internationalen Museumstag im Mai ein Museumsfest.
Das Museum selbst erhält durch viele weitere Förderer Unterstützung und ist in zahlreiche Mitgliedschaften und Kooperationen eingebunden.